# Democràcia orgànica
La democràcia orgànica va ser la denominació del règim polític dictatorial imposat pel general Franco des de l'any 1966 fins a l'època de la transició democràtica. En un principi, es va definir com un estat autoritari i corporatiu com que palesa en el «Fur de Treball» publicat el 1938. Com els aliats totalitaris van perdre el poder, el franquisme va evolucionar i la nova Llei orgànica de l'Estat va definir el sistema com a democracia orgànica.
Era un sistema amb reminiscències de llunya inspiració estoïca. El concepte era popular entre els intel·lectuals corporativistes del segle xix que cercavan alhora una alternativa a la democracia liberal i el socialisme. Segons aquesta teoria, han de governar organs «naturals» la família, on neix; el municipi, on viu; el sindicat, on treballa, i tot això «sota els principis de la fe catòlica, que impregna les seves lleis de profund esperit cristià», res que no podia ser més democràtic, com ho va pretendre Franco en un discurs davant Les Corts el 14 de maig de 1946.
«Amb aquestes mesures i aquesta nova denominació la dictadura va voler donar-se un vernís i argumentar que els espanyols participaven en la vida política per mitjà de les seves organitzacions naturals, en les que per descomptat, no participaven els partits polítics.» escriu Juan Jesús Aznar, «govern del poble, per al poble, però sense el poble». Aquest eufemisme es veia com una alternativa a les «democracies populars» dels països comunistes de l'orbita soviètica, tant per a Franco com per al dictador portugués António de Oliveira Salazar (1889-1970), tot negant la natura dictatorial de llur règim respectiu, sense llibertats ni oposició.
No acceptava el sufragi universal, ni els partits polítics. Imposà un sindicat vertical únic, que incloïa els obrers, els patrons i totes les branques de la producció. El poder polític residia en el cap d'Estat, mentre que les Corts. La majoria dels membres de les corts eren designat ipso facto com els ministres, els consellers nacionals de la Falange i de les J.O.N.S,  el president del Consell d'Estat, del Tribunal Suprem i de Consell Suprem de Justícia Militar, els batlles de les capitals de província, els rectors d'universitat, els sindicats d'estat etc. Cada diputació podia delegar un procurador que representava els municipis, i així com els col·legis professionsals dels advocats, metges, veterinaris, apotecaris, enginyers i arquitectes.  A aquest nombre, Francisco Franco podia afegir fins a cinquanta persones «per la seva jerarquia eclesiàstica, militar, administrativa o social, o per serveis rellevants a Espanya».  Les corts col·laboraven en l'elaboració de les lleis.